# Regioncentrum
Ett regioncentrum (finska aluekeskus) är en stad som fungerar som administrativt centrum för en politisk indelning av kommuner i Finland. De olika regioncentra samordnas av inrikesministeriet.